# Уденхайм
Уденхайм (нем. Udenheim) — община в Германии, в земле Рейнланд-Пфальц. 
Входит в состав района Альцай-Вормс. Подчиняется управлению Вёррштадт.  Население составляет 1376 человек (на 31 декабря 2010 года). Занимает площадь 7,97 км².